# Ice Cream Cake (EP)
Ice Cream Cake este discul EP de debut al grupului de fete sud-coreean Red Velvet. Marchează prima apariție a celei de-a cincea membre, Yeri. A introdus ambele concepte ale grupului, "Red" și "Velvet", a fost lansat digital pe 17 martie 2015, și lansat fizic pe 18 martie.  Discul are doua versiuni și conține 6 piese, din care 2 au devenit single-uri, "Automatic" și "Ice Cream Cake", cel din urmă reprezentând primul succes al grupului.

## Listarea melodiilor
| Nr.             | Titlu                  | Versuri                      | Muzică                                                                                   | Aranjament                                                                               | Lungime |  |
| 1.              | „Ice Cream Cake”       | Jo Yoon-kyung, Kim Dong-hyun | Hayley Aitken, Sebastian Lundberg, Fredrik Haggstam, Johan Gustafson a.k.a Trinity Music | Hayley Aitken, Sebastian Lundberg, Fredrik Haggstam, Johan Gustafson a.k.a Trinity Music | 03:11   |  |
| 2.              | „Automatic”            | Choi So-young (Jam Factory)  | Daniel "Obi" Klein, Charli Taft                                                          | Daniel "Obi" Klein, Charli Taft                                                          | 03:30   |  |
| 3.              | „Somethin Kinda Crazy” | Kenzie                       | Kenzie, Teddy Riley, DOM, Lee Hyun-seung for TRX, Charli Taft                            | Kenzie, Teddy Riley, DOM, Lee Hyun-seung for TRX, Charli Taft                            | 03:19   |  |
| 4.              | „Stupid Cupid”         | Sung Hyun-bin                | Andrew Choi, 220, Hayley Aitken, Cha Cha Malone                                          | Andrew Choi, 220, Hayley Aitken, Cha Cha Malone                                          | 03:29   |  |
| 5.              | „Take It Slow”         | G-High, Lee Ju-hyung         | G-High, Lee Ju-hyung                                                                     | G-High, Lee Ju-hyung                                                                     | 03:31   |  |
| 6.              | „Candy” (사탕)         | Hong Ji-yoo                  | Claire Rodrigues Lee, Kevin Charge                                                       | Score                                                                                    | 04:22   |  |
| Lungime totală: | Lungime totală:        | Lungime totală:              | Lungime totală:                                                                          | Lungime totală:                                                                          | 21:22   |  |

## Clasament
| Clasament (2015)              | Poziție de vârf |
| ----------------------------- | --------------- |
| Albume Sud-Coreene (Gaon)     | 1               |
| SUA Billboard World Albums    | 2               |
| SUA Billboard Top Heatseekers | 24              |

| Clasament (2015)          | Poziție de vârf |
| ------------------------- | --------------- |
| Albume Sud-Coreene (Gaon) | 8               |

## Vezi și
- SM Entertainment
- Kpop

## Referinte
1. ↑  „The 1st Mini Album 'Ice Cream Cake' - EP by Red Velvet on iTunes”. iTunes Store. Accesat în 4 noiembrie 2015.
2. ↑  Hong, Grace Danbi (13 martie 2015). „Red Velvet to Pre-release ′Ice Cream Cake′ Online A Day Ahead of Album Release”. enewsWorld. Accesat în 16 martie 2015.
3. ↑  South Korea's Gaon chart's weekly album sales from March 15-21, 2015 (in Korean) Original din Gaon Music Chart (Martie 2015). Arhivat pe 26 mai 2015. Recuperat pe 26 martie 2015.
4. ↑  South Korea's Monthly Gaon Albums Chart (in Korean) Original din Gaon Music Chart (Martie 2015). Arhivat pe 9 aprilie 2015. Recuperat pe 9 aprilie 2015.